# 蔣舒
蔣 舒（しょう じょ　生没年不詳）は、中国三国時代の武将。蜀（蜀漢）に仕え、魏軍来襲時に城を開いて降伏し、蜀漢の滅亡を招く一因となった。

## 経歴
魏軍侵攻より以前は、漢中の武興督の任に当たっていた。しかし仕事に当たって目立った働きがなかったため、その任をほかの人に命じて交代させ、そのまま蔣舒を留め置き、漢中太守を助けさせた。蔣舒はこのことで恨みを持った。
炎興元年（263年）、魏の鍾会が大軍を率いて蜀に侵攻して来た。鍾会は漢・楽の二城を包囲し、自ら楽城を攻める一方、胡烈を進軍させて陽安関に進行させた。蔣舒と一緒に陽安関を守っていた傅僉は城を固守するつもりであったが、蔣舒は傅僉を欺いて軍勢を率いて出撃し、胡烈に降伏した。この機に乗じて魏軍は虚を突いて城を襲撃し陥落させ、傅僉は戦死した。陽安関が陥落したことにより、魏軍は深く蜀の地に侵入することとなった。
魏に降ってからの事跡は伝わっていない。